# Битва під Мукденом
Битва під Мукденом — останній ключовий бій на суші у російсько-японській війні 1904—1905 років між військами російської і японської імперій. Тривав з 20 лютого по 10 березня 1905 року поблизу міста Мукден, в Маньчжурії (сучасна КНР).
Російські війська, під командуванням генерала Олексія Куропаткіна, мали у своєму розпоряджденні 275.000 піхоти, 16.000 кінноти та 1219 одиниць артилерії. На противагу цьому, японські війська, під керівництвом, маршала принца Оями Івао, мали 200.000 піхоти, 7,300 кінноти і 992 одиниць артилерії. Битва була наймасштабнішою бойовою операцією до Першої світової війни. Незважаючи на чисельну перевагу російських військ, бій закінчився перемогою Японії.

## Битва

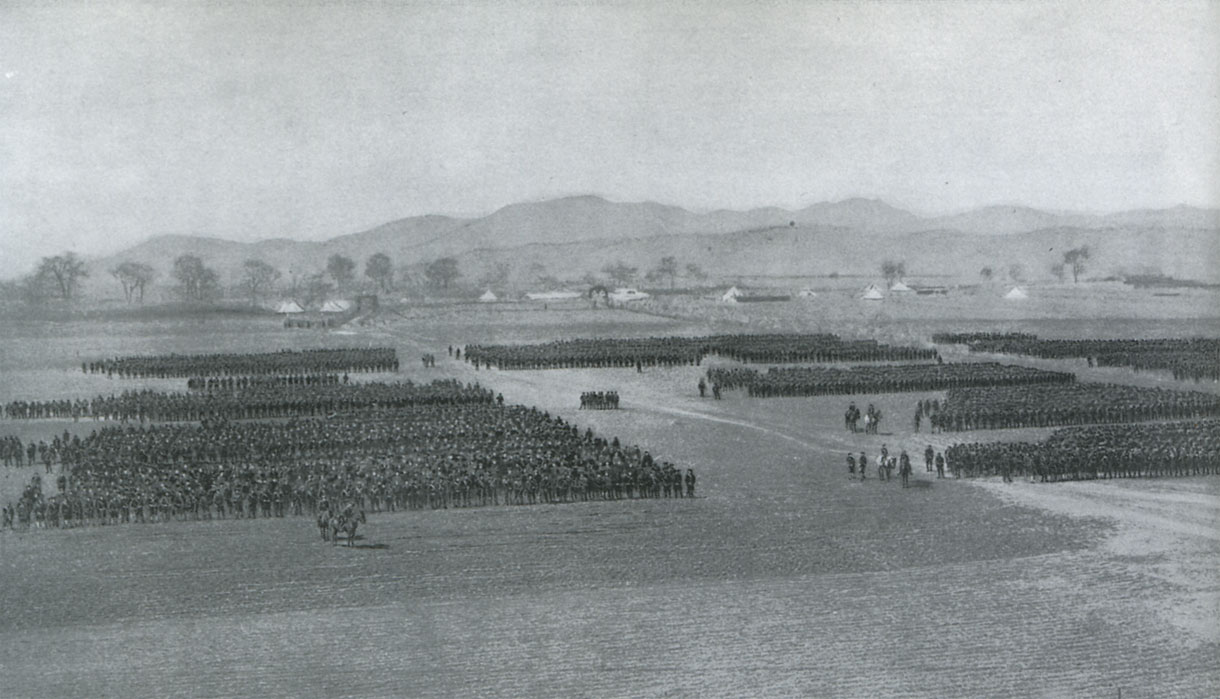
Дивізії 1-ї японської армії під Мукденом

Японці були швидшими і завдали удару першими. 5-й армії генерала Кавамура вдалося відтіснити російські війська до перевалу Далін. Після цього в атаку пішли всі японські армії, реалізуючи тим самим фланговий маневр Оями. У цих умовах Куропаткін змушений був відмовитися від задуманого наступу і, заплутаний японцями, почав гарячкові маніпуляції резервами, кидаючи їх то на лівий фланг, то на правий — туди, де (як йому здавалося) японці завдають головний удар.
Спроба контрудару, здійснена в період з 2 по 6 березня, також не принесла російським частинам успіху. Куропаткін сподівався зупинити японців зустрічними ударами, але через погану організацію і керування військами вони провалилися.
До 7 березня японські частини просунулися далеко на північний захід від Мукдена, створивши безпосередню загрозу оточення і захоплення залізниці, що веде до Росії. У Куропаткіна були ще можливості зупинити просування противника, зібравши всі сили на найнебезпечнішому правому фланзі, але він так і не зміг на це зважитися. Сподіваючись скоротити протяжність фронту і тим самим сконцентрувати війська, він наказав відходити 1-й і 3-й арміям за р. Хуланьхе, що й було виконано на ранок 8 березня. Але відступ знову було дезорганізованим, і командуванню так і не вдалося мобілізувати російські армії для контрудару.
9 березня 1-а японська армія завдала сильного удару по центру 1-ї російської армії біля Кіузана і, прорвавши її оборону, вийшла на оперативний простір, створивши загрозу оточення російських армій. Після цього російські частини, щоб уникнути «котла», відбиваючи безперервні атаки японців, під артилерійським вогнем ворога почали відступ на північ — і зайняли 21-24 березня заздалегідь підготовлені Сипінгайскі позиції, 175 км на північ від Мукдена. Деякі частини все-таки потрапили в оточення і були взяті в полон.
Але, зазнавши великих втрат у важких боях під Мукденом, японські війська не змогли розвинути розпочатий наступ і зупинилися в 30-40 км від позицій росіян. На цьому Мукденська битва, а разом з нею і активні бойові дії на сухопутному театрі російсько-японської війни закінчилися.
Генерал Куропаткін був відсторонений від посади головнокомандувача, замість нього був призначений генерал Ліневич.
Під Мукденом російська армія втратила 59 тисяч убитими і пораненими і близько 30 тисяч полонених. Згідно з генералом А. І. Денікіним («Шлях російського офіцера») росіяни втратили 2 тисячі офіцерів і 87 ½ тисяч солдатів. Японці втратили понад 70 тисяч убитими і пораненими.

## Наслідки
У наслідку Мукденської битви не були виконані плани обох сторін. Російським військам довелося відступити, а японцям так і не вдалося оточити і розгромити Маньчжурську армію. Навпаки, сама японська армія зазнала таких великих втрат, що втратила будь-яку здатність до продовження діяльних бойових дій. Але битва під Мукденом була достатньо вирішальна, щоб похитнути російську мораль і, з тим, що незакінчена Транссибірська магістраль тепер була в руках у японців, підірвала військові зусилля царського уряду. Зрештою вирішальною битвою війни стане Цусімська битва.
Японська перемога приголомшила європейські сили через те, що японці переважали впродовж битві навіть незважаючи на те, що росіяни мали перевагу в людях і матеріальному забезпеченні. Це показало, що європейські армії не були автоматично кращими армій інших націй і могли бути переконливо перевершені в битві. Битва підтвердила, що японська армія 6-та найбільша в світі. Цар Ніколай II дізнавшись про це був особливо приголомшений тим, що маленька азійська острівна нація — приблизно 2 % від площі Росії — змогла розбити величезну і могутню Російську імперію.
Царський уряд був роздратований некомпетентністю і незграбністю своїх командирів під час битви. Генерали Алєксандр Самсонов і Павло Ренненкампф почали бридитися один одним, бо Самсонов дуже публічно звинуватив Ренненкампфа у незмозі допомогти йому. Під час Першої світової війни ці генерали командуватимуть двома арміями залученими до ще більше нищівної битви під Танненбергом.

## Цікаві факти
У цій битві брав участь Михайло Омелянович-Павленко — генерал-полковник Армії УНР.